# مروان العريان
مروان العريان (10 يوليو 1980 -) هو ممثل تونسي.

## أعماله

### أفلام[3]
- 2010: المدينة لكيم نغويان
- 2013: صمود لأمين شيبوب
- 2014: يوم من غير امرأة (إختير كأفضل فيلم لمهرجان كان السينمائي 2014) لنجوى سلامة الإمام
- اللف (Rewind) (الجائزة الثانية لفيلم 48 ساعة) : إسكندر

### مسلسلات
- 2009-2013: نجوم الليل لمديح بلعيد: شوقي (دور رئيسي)
- 2012:
- لأجل عيون كاترين لحمادي عرافة: أمين (دور رئيسي)
- العيشة فن لأمين شيبوب: الكابو
- شوبيك لوبيك إنتاج كاكتوس: العراب
- 2014: أحنا صحاب: دي جي
- 2015:
- الريسك لنصر الدين السهيلي: أيمن (دور رئيسي)
- حكايات تونسية لندى المازني حفيظ: زياد (دور رئيسي)
- بوليس لمجدي السميري (ضيف شرف الحلقة 5)
- إنكسار الصمت (مسلسل عماني) لأحمد فوزي
- 2016-2017: فلاشباك لمراد بالشيخ: أشرف
- 2016: ديما أصحاب لعبد القادر الجربي: دي جي
- 2017: الدوامة لنعيم بن رحومة: مجد القادري
- 2019-2020: النوبة لعبد الحميد بوشناق: الدكتور إسماعيل
- 2021: المليونير لمحمد غوك: سليم
- 2021-2022: كان يا ما كانش لعبد الحميد بوشناق: ناصيف

### البرامج
- 2012: ستارتايم على قناة تونسنا
- 2013:
- الزلزال (الحلقة 15) على قناة الحوار التونسي
- ذوق تحصل (الحلقة 7) على قناة تونسنا
- 2016: تحدي الشيف (الحلقة 2) على أم تيفي

### فيديوهات
- 2013: ظهوره في كليب غناية ليك (أغنية لك)، أغنية جماعية قام بتصويرها وإنتاجها بيرم الكيلاني وقام بإخراجها سامي معتوقي: الكليب قام بإخراجه التلفزي زياد اليتيم
- 2013: متضربنيش، حملة تحسيسية لمساندة النظام الأمني التونسي
- 2016: أنا عايشة، كليب لعائشة عطية من إخراج زياد اليتيم

## وصلات خارجية
- مروان العريان على موقع IMDb (الإنجليزية)
- مروان العريان على موقع قاعدة بيانات الأفلام العربية
- مروان العريان على موقع كينوبويسك (الروسية)